# Ricky Martin
Ricky Martin, születési nevén: Enrique José Martín Morales (San Juan, Puerto Rico, 1971. december 24. –) kétszeres Grammy- és Latin Grammy-díjas Puerto Ricó-i énekes. A latin könnyűzene egyik legkiemelkedőbb személyisége, akinek világszerte több tízmillió albuma kelt el az évek alatt.

## Élete
Ismertsége előtt, 1991-ig a Puerto Ricóban népszerű Menudo fiúegyüttesnek volt a tagja. Ezt követően elköltözött először az Egyesült Államokba, utána Mexikóvárosba, ahol elkészítette első lemezét Ricky Martin címmel, az albumból 500 ezer példányt adtak el. 1993-ban adta ki második albumát Me Amarás címmel. 1994-ben Los Angelesbe költözött, rövid ideig szerepelt a General Hospital című amerikai sorozatban. Világszerte az 1998-as labdarúgó-világbajnokságra írt, The Cup of Life / La Copa de la Vida című dalával vált ismertté. A dal 60 országban volt listavezető.
Az UNICEF (Egyesült Nemzetek Nemzetközi Gyermek Szükségalapja) nagyköveteként Ricky Martin 2002-ben megalapította a Ricky Martin Alapítványt és a People For Children nevű alapítványt. 1999-ben részt vett a Pavarotti and Friends nevű zenés találkozón Modenában.
A szexuális irányultságára vonatkozó találgatások végére 2009. júniusában tett pontot, amikor a TV Aqui magazinnak nyilatkozva megerősítette biszexualitását. 2010. március 29-én saját honlapján közzétett egy nyilatkozatot, mellyel bevallotta homoszexualitását a nyilvánosság előtt: „Büszkén mondhatom, hogy én egy szerencsés homoszexuális férfi vagyok. Boldog vagyok, hogy az lehetek, aki vagyok.”

## További információk

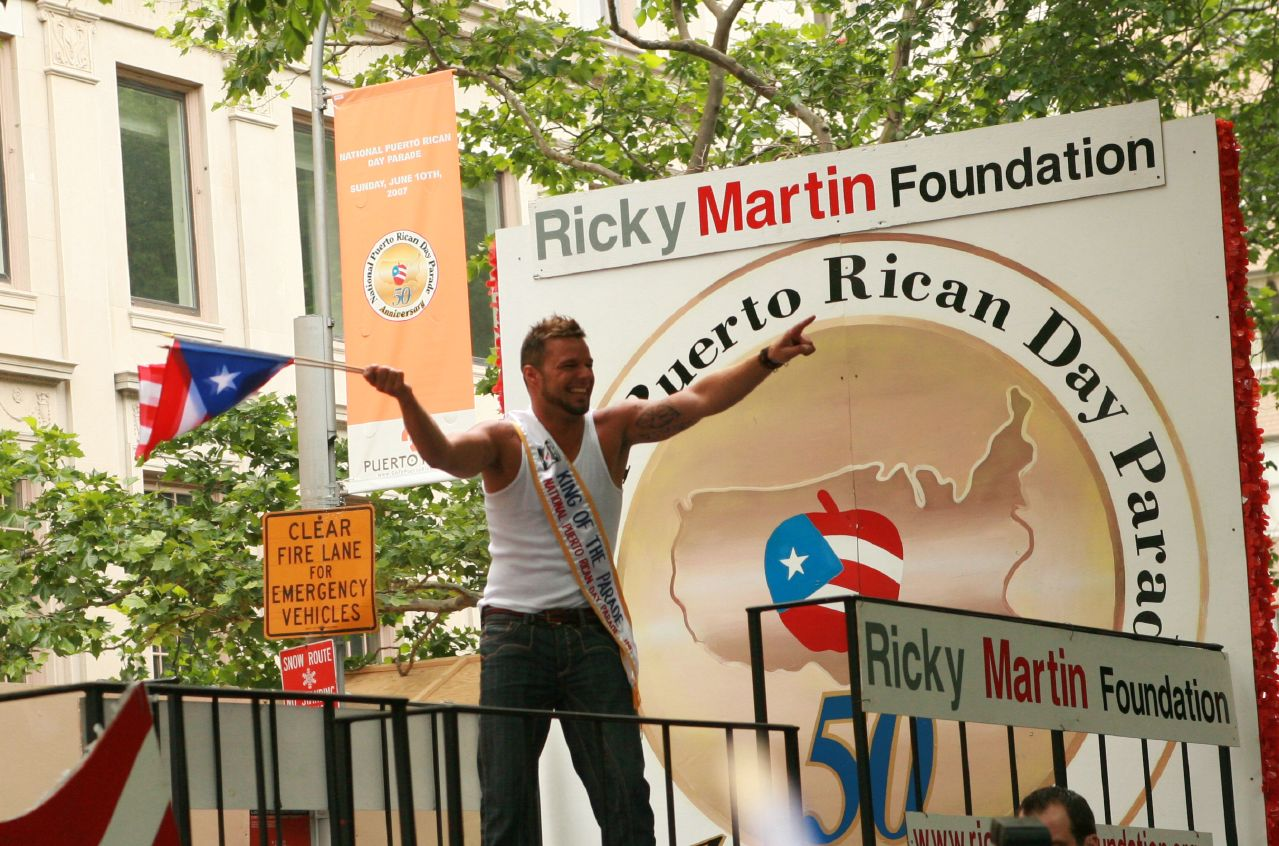
Nemzeti Puerto Rico-nap Parádéja a Ricky Martin Alapítvány előtt, New York

## Albumok
- Ricky Martin – 1991
- Me Amarás – 1993
- A Medio Vivir – 1995
- Vuelve – 1998
- Ricky Martin – 1999
- Sound Loaded – 2000
- La Historia – 2001
- Almas del Silencio – 2003
- Life – 2005
- MTV Unplugged – 2006
- Black & White Tour – 2007
- Ricky Martin 17 – 2008
- Música + Alma + Sexo – 2011